# 稲田雅裕
稲田 雅裕（いなだ まさひろ、1965年〈昭和40年〉9月3日 - ）は、日本の国土交通技官。港湾空港技術研究所長や国土交通省港湾局長を歴任。

## 人物・経歴
長崎県諫早市出身。長崎県立諫早高等学校を経て、1990年九州大学大学院工学研究科土木工学専攻修了、運輸省入省、2003年国土交通省総合政策局政策課課長補佐。2006年国土交通省関東地方整備局港湾空港部地域港湾空港調整官。
2007年国土交通省港湾局計画課計画企画官。2009年国土交通省九州地方整備局博多港湾・空港整備事務所長。2011年国土交通省港湾局計画課事業企画官。2013年国土交通省港湾局計画課企画室長。2015年国土交通省近畿地方整備局港湾空港部長。
2017年国土交通省港湾局技術企画課長。2019年国土交通省九州地方整備局副局長。2020年海上・港湾・航空技術研究所理事（港湾空港技術研究所長）。2021年7月16日国土交通省東北地方整備局長。2022年6月28日国土交通省中部地方整備局長。2023年7月4日国土交通省港湾局長。2025年7月1日、辞職。